# 安食西
安食西（あんじきにし）は、滋賀県犬上郡豊郷町の大字。

## 地理
北は彦根市南川瀬町、東は四十九院、南は安食南、西は彦根市安食中町、北西は彦根市楡町に隣接している。

## 小字
小字は以下の通り。
- 中溝（なかみぞ）（五反田、中溝）
- 深池（ふかいけ）（深池、堂ノ園）
- 上ノ沢（かみのさわ）（高園、上ノ沢）
- 宮ノ東（みやのひがし）（宮ケトラ、宮ノ東）
- 川尻（かわしり）（西浦、川尻、壱本杉）
- 久保（くぼ）
- 北カナヅラ（きたかなづら）
- カナツラ（かなつら）
- 南カナツラ（みなみかなつら）
- 鳥居頭（とりいかしら）
- 北ノ橋（きたのはし）
- ヲクノヤ（をくのや）
- 市口（いちくち）
- 長畠（ながはたけ）
- 高道（たかみち）
- ガラガラ（がらがら）
- 下ガラガラ（しもがらがら）
- 塚越（つかこし）
- 安食（あんじき）
- 大ゴボ（おおごぼ）
- 宮ノ前（みやのまえ）
- 寺屋敷（てらやしき）
- 小林（こはやし）
- 上野（うへの）
- 本田（ほんた）
- 御所ノ沢（ごしょのさわ）
- 岡山（をかやま）
- 岡ノ西（おかのにし）
- 岡ノ南（おかのみなみ）
- 岡ノ東（おかのひがし）
- 堂尻（とをしり）
- 留主沢（るすさわ）
- ムナタカ（むなたか）
- 下坂詰（しもさかつめ）
- 横坂詰（よこさかつめ）
- 大成（ををなり）
- 樋越（ひこへ）
- 西出（にしで）
- 北出（きたで）
- 南出（みなみで）

## 歴史
江戸期は安食西村であり、犬上郡のうち。彦根藩領。検地は慶長7年。村高1,168石余（寛永高帳・元禄郷帳・天保郷帳・旧高旧領）で、幕末まで変わらず。水利が悪くしばしば旱害にあった。神社は阿自岐神社、「延暦式神名帳」に「犬上郡七座のうち阿自岐二座」ある古社で、安食荘内の産土神。阿自岐池は神社范池の「泮池」の例として古く、県名勝である。寺院に、真宗本願寺派安正寺・覚浄寺があった。覚浄寺は安食7郷の氏寺として照明寺といったが、文明7年に改宗、寺号を改称した。明治5年滋賀県に所属。翌6年、村内で最初の達務学校設立、同19年簡易科安食小学校となる。明治13年頃の戸数83・人口400、田63町9反・畑6町1反、米産1,354石・瓦320坪・製茶250斤、商6戸は他国行商（物産誌）。同22年犬上郡安永村の大字となる。

### 年表
- 1872年（明治5年） - 滋賀県に所属。
- 1889年（明治22年）4月1日 - 町村制施行し、安食西村、安食南村、三ツ池村、四十九院村、石畑村、八目村、雨降野村、八町村が合併し犬上郡豊郷村が発足。豊郷村大字安食西となる。
- 1971年（昭和46年）2月11日 - 豊郷村が町制施行して豊郷町となる。豊郷町安食西となる。

## 世帯数と人口
2015年（平成27年）10月1日現在の世帯数と人口（国勢調査調べ）は以下の通りである。
| 大字   | 世帯数  | 人口  |
| ------ | ------- | ----- |
| 安食西 | 114世帯 | 335人 |

### 人口の変遷
国勢調査による人口の推移。
| 1995年（平成7年）  | 552人 | [ 7 ]  |  |
| 2000年（平成12年） | 495人 | [ 8 ]  |  |
| 2005年（平成17年） | 495人 | [ 9 ]  |  |
| 2010年（平成22年） | 376人 | [ 10 ] |  |
| 2015年（平成27年） | 335人 | [ 2 ]  |  |

### 世帯数の変遷
国勢調査による世帯数の推移。
| 1995年（平成7年）  | 156世帯 | [ 7 ]  |  |
| 2000年（平成12年） | 146世帯 | [ 8 ]  |  |
| 2005年（平成17年） | 146世帯 | [ 9 ]  |  |
| 2010年（平成22年） | 133世帯 | [ 10 ] |  |
| 2015年（平成27年） | 114世帯 | [ 2 ]  |  |

## 小・中学校の学区
市立小・中学校に通う場合、学区は以下の通りとなる。
| 地域 | 小学校     | 中学校     |
| ---- | ---------- | ---------- |
| 全域 | 豊郷小学校 | 豊日中学校 |

## 施設
- 安食西公民館
- アキレス滋賀第二工場
- 覚浄寺
- 安正寺
- 阿自岐神社

## 交通

### 道路
- 国道
  - 国道8号
- 都道府県道
  - 滋賀県道205号賀田山安食西線
  - 滋賀県道542号安食西八目線

## その他

### 日本郵便
- 郵便番号 : 529-1171[3]（集配局：豊郷郵便局[11]）。